# Serena Blair
Pour les articles homonymes, voir Blair.
Serena Blair, née le 25 janvier 1988 à Los Angeles, est une actrice pornographique américaine.

## Biographie
Elle vient d'une famille de la classe moyenne et a grandi avec ses parents et ses adelphes. Ses parents l'ont toujours soutenus dans la poursuite de ses rêves.
Serena Blair a travaillé pour Kink.com, Digital Playground, Evil Angel, Girlsway et Sweetheart Video.
Elle est spécialisée dans les scènes lesbiennes.

## Distinctions
- juillet 2016 : Girl of the Month par Girlsway[3]

## Filmographie partielle

### Actrice
Le nom du film est suivi du nom de ses partenaires lors des scènes pornographiques.
- 2011 : Fucking Machines 15204 (webscène) avec Ariel X
- 2011 : Whipped Ass 13112 (webscène) avec Lorelei Lee
- 2012 : Ultimate Surrender 16675 (webscène) avec Bryn Blayne, Holly Hearts et Katie Summers
- 2012 : Ultimate Surrender 27451 (webscène) avec Bella Wilde, Beretta James et Iona Grace
- 2013 : Device Bondage 1, en solo
- 2013 : Whipped Ass 34229 (webscène) avec Cherry Torn
- 2014 : Carter's Anal College avec Carter Cruise
- 2014 : KissMe Girl 23 avec Maddy O'Reilly
- 2015 : Lesbian Analingus 6 avec Violet Monroe
- 2015 : Lesbian Beauties 14: Interracial avec Ivy Sherwood
- 2016 : The Faces of Alice :
  - scène 4 avec Abigail Mac, Adriana Sephora, Charlotte Stokely, Jenna Sativa et Sara Luvv
  - scène 5 avec A.J. Applegate, Adriana Sephora, Bree Daniels, Cadence Lux, Dahlia Sky, Darcie Dolce, Kimmy Granger, Melissa Moore et Sara Luvv
- 2016 : Love Love avec April O'Neil (scène 1) ; April O'Neil et Elizabeth Bentley (sc4)
- 2017 : Fantasy Factory avec Adriana Chechik, Alexis Fawx et Cadence Lux (scène 2) ; Alexis Fawx (sc3)
- 2017 : Lesbian Big Booty Lovers avec Mindi Mink
- 2017 : Dirty Britches avec Lyra Law[4]
- 2018 : Anal Taste Test (II) avec Eliza Jane
- 2018 : Breast Doctor Around avec Melissa Moore et Shyla Jennings
- 2018 : Confronting my sister avec Olive Glass[5]
- 2019 : Wannabe Stripper avec Vanessa Veracruz

### Réalisatrice
- 2019 : The Holy Sacrament[6]